# GNU宣言
GNU宣言（グヌーせんげん、GNU Manifesto）は、GNUプロジェクトの目標を定義し説明するとともに、支援と参加を呼びかける文書である。リチャード・ストールマンにより執筆され、1985年のDr. Dobb's Journal of Software Tools, Vol. 10, No. 3に掲載された、多くの人々が、自由ソフトウェア運動の基本的な哲学の祖であると考えている。当初はGNU EmacsなどのGNUソフトウェアに同梱されて広まった。初期の日本語訳としては『GNU Emacsマニュアル』（共立出版）に収録されたものがある（pp. 205-213）。また、現在は全文をウェブで閲覧することができる。なお、最初の数年間は開発状況に対応して少しずつ変更があったが、1993年以降は変更されていない。

## 背景
GNU宣言の一部は、1983年9月27日にリチャード・ストールマンによってGNUプロジェクトの宣言としてUsenetニュースグループに投稿された。プロジェクトの目的は、コンピュータのユーザーに自由を与え、彼らがソフトウェアを共同して開発・提供することで、自らのコンピュータを制御できるようにすることであった。これはストールマンのソフトウェアの自由というアイデアに基づいているが、1986年2月の時点まで明確に定義されたものは存在しなかった。GNU宣言は、より多くの人々にこれらの概念や考えを知ってもらうために書かれた。また、プロジェクトへの貢献や資金的援助、プログラムやハードウェアのサポートを得ることなども意図していた。
その後、1985年に「GNU宣言」として正式な名称が確立され、文章もより完成された形になった。さらに、1987年には細かい修正が加えられている。

## 要約
GNU宣言は、GNUプロジェクトとは何か、そしてGNUオペレーティングシステムの開発状況についての説明から始まる。このシステムはUnixをベースにしており互換性を持つが、ストールマンはUnixに多くの改良を加えることを意図しており、その詳細が宣言内で述べられている。  
ストールマンによれば、GNUプロジェクトを推進する主な要因の一つとなったのは、Unixとその各コンポーネントがプロプライエタリソフトウェア（クローズドソースかつ自由でないソフトウェア）へと移行しつつあった当時の急速な傾向である。  
GNU宣言では、プロジェクトの哲学的基盤と、それを実現することの重要性が示されている。ストールマンは、プロプライエタリソフトウェアがユーザー同士の協力を妨げ、彼らを分断するものだと主張し、自身がプロプライエタリソフトウェアの開発を拒否することで、ユーザーとの連帯を示している。  
また、ストールマンはGNUプロジェクトとソフトウェアの自由がユーザーにとって有益である理由を数多く挙げる一方で、その普及によってプログラマの収益が減る可能性がある点についても認めている。  
GNU宣言の大部分は、プロジェクトの目標に対する反論を想定し、それに対する反論を展開する内容となっている。その中には、プログラマの生計の必要性、自由ソフトウェアの普及や配布に関する課題、利益インセンティブの必要性などが含まれる。

## 影響
歴史を通じて、GNU宣言は他のさまざまなUNIX関連の宣言に影響を与えてきた。10年後、GNU宣言に基づいて、人気雑誌Linux Focusが宣言を発表した。